# ドラゴンの塔
『ドラゴンの塔』（上巻「魔女の娘」、下巻「森の秘密」、'英: Uprooted'）はナオミ・ノヴィクによる2015年に出版されたハイ・ファンタジー。
本作は、ノヴィクによる他のファンタジーシリーズは異なり、『銀をつむぐ者』同様の単独作品となっている。

## あらすじ
アグニシュカはポールニャ王国のドヴェルニク村に住んでいる。10年ごとに、地元の魔法使い（<ドラゴン>として知られている）は、隣接する魔法の森（<森>）から地元の谷を守る代償として10代の娘一人を選び出す。<ドラゴン>は最高で、もっとも賢い選ぶのだが、子供の頃から<ドラゴン>に選ばれるだろうと大事に（ただし厳しく）育てられたカシアとは対照的にアグニシュカは不器用でだらしないので、選ばれるとは思ってもいない。しかし、選抜の儀式で、<ドラゴン>はアグニシュカを選び、すぐに自分がクラス白い塔に連れ帰った。
以前の娘が残したノートを通して、アグニシュカは自分の役目がほとんどは<ドラゴン>のために家事をこなすことだと思っている。しかしながら、<ドラゴン>がアグニシュカを選んだのは彼女の魔法の能力ゆえであり、簡単な呪文を教え始める。アグニシュカはこのような魔法の行為が難しく、不自然だと感じる。
自身の務めの一部として、<ドラゴン>はキメラ獣に対処するために遠方に呼び出される。<ドラゴン>が不在の間に、アグニシュカは助けを求める烽火が故郷の村から続いていることに気が付く。ドラゴンの指示に逆らって塔から抜け出し、ドヴェルニク村に戻るが、そこで<森>から出てきたオオカミによって牛と村人が取り憑かれいてることを知る。アグニシュカは魔法を使って取り憑かれた牛を燃やし尽くすことに成功するが、オオカミたちが戻ってきて、アグニシュカとカシアを殺そうとする。そうなる前に<ドラゴン>がアグニシュカを救うために到着するが、自分自身が傷を負ってしまう。二人で塔に戻ると、アグニシュカは、以前に<ドラゴン>が役に立たない信じたノート（バーバ・ヤーガが書いたもの）に書かれた呪文を直感を得たあとで、<ドラゴン>の命を救うことに成功する。アグニシュカの力が自分のものとは異なることを認識した<ドラゴン>は、しぶしぶながらアグニシュカがバーバ・ヤーガが使用したより直感的な魔法を学ぶことを許可する。
カシアが<森>から出てきた怪物に囚われる。<森>に入って生還したものが居ないことから、<ドラゴン>はカシアが死んだと書き留める。しかし、アグニシュカは自分の魔法を使ってカシアが木の中に半分埋め込まれ、肉体を食べられているの場所を突き止め、そこから引き出す。しかしながら、カシアは木の穢れに冒されており、<ドラゴン>はアグニシュカに友人を殺さなければならないと告げる。しかし、<ドラゴン>は処刑を延期することに同意する。アグニシュカは召喚術を使って本来のカシアがまだ体内に残っているか確認するというアイデアを思いつく。<ドラゴン>と二人で魔法を組み合わせて、なんとかカシアの心を解放する。
カシア生還のニュースは広く広まり、マレク王子と魔法使いの<ハヤブサ>が<ドラゴン>の塔にやってくる。カシアがもはや<森>の呪いに囚われていないことがはっきりすると、20年前に逐電して、森に虎破られた王子の母親を取り戻す手伝いをするように命じる。アグニシュカ、カシア、<ドラゴン>、マレク王子、<ハヤブサ>、そして30人の兵士からなる捜索隊が<森>へと踏み入れる。<歩くもの>と大カマキリが兵士たちをほぼ全滅させるが、捜索隊はなんとか昏睡状態のように振る舞う王妃を<心臓樹>から解放する。<ドラゴン>はこの機会を利用して弱体した<森>を完全に破壊したいと考えているが、王子は母親とカシアを王都の法廷に連れ戻し、<森>の穢れに冒されていないことの証明を求める。アグニシュカも証言するために同行する。気乗りはしなかったものの、魔女としての認定を取得し、他の魔女や魔法使いと会う。しかし、事態は急速に進展する。王妃は審判の場でポールニャの対立国であるローシャに責任を負わせる。魔法使いが恐ろしい怪物に変身し、王に倒される前に王を弑する。王妃は長男をローシャとの戦争に追い立て、王太子は待ち伏せにあって殺害され、反逆者の兵士が王太子妃を殺し、子供たちも殺そうとする。しかし、アグニシュカとカシアが子供たちを救出し、ドラゴンの塔へと脱出する。王太子の子供たちをマレク王子と王妃から守る手助けをしようと準備をしている男爵が、<ドラゴン>に加勢する。王妃、マレク、そして<ハヤブサ>がドラゴンの塔に到着し、凄惨な戦闘が始まる。王妃が孫たちを殺そうとする直前、アグニシュカは幻影を見、王妃には何百年も前に現在のドラゴンの塔で臣下たちによって生きたままレンガで閉じ込められた<森の女王>が宿っていることに気づく。カシアは王妃を殺そうとするが、すんでのところで逃れられ、王妃は<森>への脱出に成功する。
<ドラゴン>は王位継承者を遠方に送り出し、<森>とゆっくりと戦い続けることに満足したが、アグニシュカは一緒に<森>を完全に打ち負かすように説得する。二人は<心臓樹>の空き地に到達し、<森の女王>が葬られた場所を燃やそうとする。女王はアグニシュカと<ドラゴン>を打ち倒し、アグニシュカを最も古い木の幹に押し込む。そこでアグニシュカは再び幻影を見て、<森の女王>が森に住んでいた魔力を持つ人々の一員だったことを知る。<森の女王>は人間の王と結婚したが、王が死ぬと臣下の人々は森の民に背を向け、彼らに自分自身を守るために木に変身するように命じた。王の臣下たちが<森の女王>を殺すことに失敗した後に、森の民の元に戻ったがみんなは木に変身しており、彼らを助けるために木に人間を食べさせると言う見当違いの努力を始めたのだった。アグニシュカは木からの脱出に成功し、<森の女王>に妹の木を、女王自身の体を使って癒すように告げる。<ドラゴン>はこれで森を抑えることができるのか懐疑的なままだ。<ドラゴン>はクラリア市のポールニャ宮廷に赴き、そこに根付いた穢れの影響から解放することを決心するが、アグニシュカは彼が自分への気持ちから逃げているのではないかと疑っている。
一年後、アグニシュカは<歩くもの>を飼い慣らし、穢れた木を燃やしたり、新しい、良い木を植えたりするのを手伝わしている。地元の収穫の祭りで、ドラゴンは年貢を徴収するために戻ってくるが、アグニシュカは実際は彼が自分のために戻ってきたことを知っており、家族に紹介する。

## 受賞
『ドラゴンの塔』は2015年のネビュラ賞 長編小説部門、2016年ローカス賞 ファンタジイ長編部門、および2016年ミソピーイク賞一般文芸部門を受賞した。
また、2016年ヒューゴー賞 長編小説部門にもノミネートされた。

## 登場人物
- アグニシュカ、主人公
- カシア、アグニシュカの親友で、誰もから<ドラゴン>に選ばれるとみなされていた
- マレク王子、ポールニャ国王の息子
- サーカン、<ドラゴン>[8]、アグニシュカの村近くに住まう魔法使い
- ソールニャ、<ハヤブサ>、<遠視>の魔法で知られる魔法使い
- アローシャ、<ツルギ>、魔法使いの戦士
- バロ師、<フクロウ>、魔法使いの修道士
- ラゴストック、<スプレンディド>、魔法使いの宝飾士（アローシャの曾孫）
- ハンナ王妃、ポールニャ国王の妃、２０年間<森>に囚われていた
- <森>、古代の森

## 地理
- ポールニャおよびローシャ、対立する2つの王国
- ドヴェルニク、アグニシュカとカシアが育った村。<森>に近い
- <森>、ポールニャとローシャの国境にまたがる呪われた森で、恐ろしい動物と奇妙な怪物で満ちている
- ポロスナ、<森>に飲み込まれた村
- クラリア、ポールニャの首都
- ドラゴンの塔、サーカンの住処。古代文明の廃墟の上に建てられた塔で、谷を守っている
- 糸繰り川、谷に沿って流れ、<森>の奥深くに消える川

## 文化的な言及
著者の母親がポーランド人であることから、本書にはポーランド文化への言及が数多く見られる。謝辞でも説明されているようにほとんどのポールニャ人登場人物はナタリア・ガウチンスカによる Agnieszka Skrawek Nieba（空のかけらのアグニシュカ）をもとにした主人公の名前などポーランド人の名前がつけられている。バーバ・ヤーガはスラブ民話で一般的なブギーマンである。ポールニャの対立国であるローシャは、ポーランド語でロシアを表す Rosja と同じ発音である。アグニシュカが<ドラゴン>の穢れを治す呪文を唱える「100年生きることについての誕生日の歌」はポーランドの誕生日の歌 Sto lat であり、これは文字通り「100年」を意味している。本書で引用されている別の歌「囲炉裏の火花について、その長い物語を語る」の歌詞は、ヤニーナ・ポラジンスカによる子守唄 Bajka iskierki（「おとぎ話の輝き」ないし Z popielnika na Wojtusia「灰皿からヴォイトゥシまで」）の一部の翻訳である。最後の晩餐でアグニシュカはジュレックを味わうが、これはポーランドで żurek として知られる東欧のスープの音写である。

## 映像化
2015年にワーナー・ブラザースが『ドラゴンの塔』の映画化権を取得し、プロデューサーとしてエレン・デジェネレスが割り当てられた。